# Anna del Montenegro
Anna Petrović-Njegoš principessa del Montenegro (Cettigne, 18 agosto 1874 – Montreux, 22 aprile 1971) fu una principessa del Montenegro, per matrimonio principessa di Battenberg.

## Biografia

### Infanzia ed educazione
Anna nacque il 18 agosto 1874, settimogenita e sesta figlia di Nicola I del Montenegro e di sua moglie Milena Vukotić, che il 28 agosto 1910 sarebbero diventati sovrani del Montenegro.
Anna e le sue sorelle furono particolarmente note per aver contratto matrimoni con potenti figure reali, facendo avere al loro padre il soprannome di "suocero d'Europa". Ad esempio, le principesse Milica, Anastasia ed Elena realizzarono matrimoni importanti con le famiglie reali di Russia e Italia. Come tutte le sue sorelle, Anna studiò in Russia a spese della famiglia reale russa.

### Matrimonio

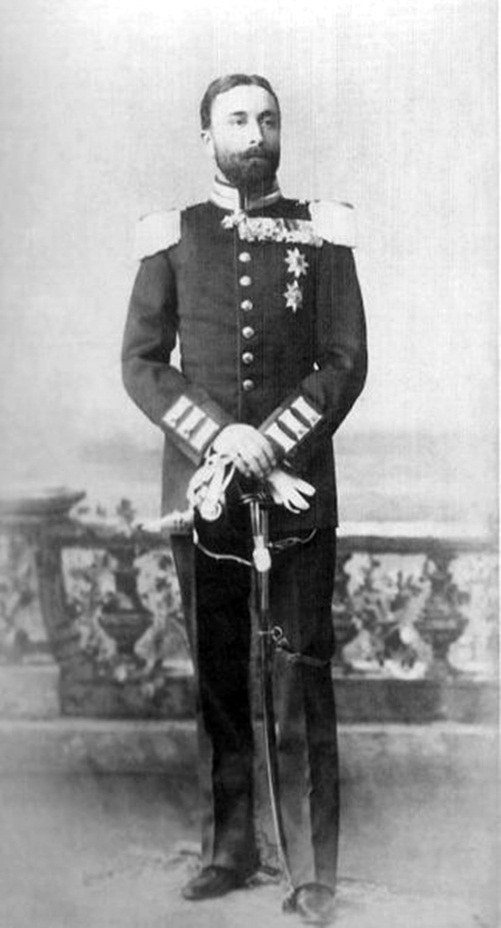
Francesco Giuseppe di Battenberg, marito di Anna

Anna incontrò il principe Francesco Giuseppe di Battenberg a Cimiez, in Francia, dove il principe era stato ospite della regina Vittoria e Anna era in visita alla sorella Milica e a suo marito, il granduca Pëtr Nikolaevič Romanov. Poco dopo venne annunciato il fidanzamento.
Anna e Francesco ottennero il permesso della regina Vittoria e della corte russa per sposarsi. Il 18 maggio 1897, in presenza di tutta la sua famiglia, Anna sposò il principe Francesco Giuseppe di Battenberg in due cerimonie, una ortodossa e una protestante.
Francesco era un colonnello della cavalleria bulgara, poiché 
suo fratello Alessandro era stato il principe sovrano di Bulgaria fino al 1886. Francesco fu ben voluto non solo dalla regina Vittoria, ma anche da Nicola II di Russia e dell'imperatrice Aleksandra Fëdorovna. Questo collegamento russo era probabilmente il risultato dei matrimoni delle due sorelle di Anna, Milica e Anastasia, sposate con il granduca Pëtr Nikolaevič Romanov e Georgij Maksimilianovič di Beauharnais, VI Duca di Leuchtenberg.

### Dopo il matrimonio
Anna fu descritta come di "rara bellezza", vivace, e alta, mentre Francesco era bello, simpatico, alto e ben educato. Anche se i coniugi non ebbero figli, ebbero un matrimonio felice.
Prima della prima guerra mondiale, Anna e il marito trascorrevano gran parte del loro tempo a Darmstadt, ma, una volta iniziata la guerra, Ernesto Luigi, zio di Francesco, gli consigliò di rimanere fuori dalla Germania. Quando l'Italia entrò in guerra, la coppia si ritrovò ad essere esuli permanenti, e di conseguenza si stabilì in Svizzera, dove Francesco proseguì gli studi accademici. La coppia non era mai stata molto ricca e il loro stato finanziario peggiorò. Durante la sua vita la principessa Anna scrisse, compose e pubblicò un gran numero di composizioni musicali che ottennero un certo grado di successo commerciale. I diritti di queste composizioni fornirono una fonte di reddito per la coppia.

### Morte
Francesco morì il 31 luglio 1924 a Territet, vicino a Montreux.
Nel 1917 la famiglia reale britannica rinunciò ai suoi titoli tedeschi; i Battenberg cambiarono il loro nome in Mountbatten, tutti tranne il principe Francesco e Anna. Anna continuò a usare il nome Battenberg fino alla sua morte, avvenuta il 22 aprile 1971 a Montreux.

## Ascendenza
|                                |                      |                    | Genitori |  |  | Nonni |  |  | Bisnonni               |  |  | Trisnonni            |  |
|                                |                      |                    |          |  |  |       |  |  | Stanko Petrović-Njegoš |  |  | Sava Petrović-Njegoš |  |
|                                |                      |                    |          |  |  |       |  |  | Stanko Petrović-Njegoš |  |  | Sava Petrović-Njegoš |  |
|                                |                      | Angelika Radamović |          |  |  |       |  |  | Stanko Petrović-Njegoš |  |  |                      |  |
| Granduca Mirko Petrović-Njegoš |                      |                    |          |  |  |       |  |  | Stanko Petrović-Njegoš |  |  |                      |  |
|                                |                      | Christine Vrbitsa  | …        |  |  |       |  |  |                        |  |  |                      |  |
|                                |                      | Christine Vrbitsa  | …        |  |  |       |  |  |                        |  |  |                      |  |
|                                |                      | Christine Vrbitsa  | …        |  |  |       |  |  |                        |  |  |                      |  |
| Nicola I del Montenegro        |                      | Christine Vrbitsa  |          |  |  |       |  |  |                        |  |  |                      |  |
|                                |                      | Drago Martinović   | …        |  |  |       |  |  |                        |  |  |                      |  |
|                                |                      | Drago Martinović   | …        |  |  |       |  |  |                        |  |  |                      |  |
|                                |                      | Drago Martinović   | …        |  |  |       |  |  |                        |  |  |                      |  |
| Anastasija Martinović          |                      | Drago Martinović   |          |  |  |       |  |  |                        |  |  |                      |  |
|                                |                      | Stana Martinović   | …        |  |  |       |  |  |                        |  |  |                      |  |
|                                |                      | Stana Martinović   | …        |  |  |       |  |  |                        |  |  |                      |  |
|                                |                      | Stana Martinović   | …        |  |  |       |  |  |                        |  |  |                      |  |
| Anna del Montenegro            |                      | Stana Martinović   |          |  |  |       |  |  |                        |  |  |                      |  |
|                                | Peter Perkov Vukotić | …                  |          |  |  |       |  |  |                        |  |  |                      |  |
|                                | Peter Perkov Vukotić | …                  |          |  |  |       |  |  |                        |  |  |                      |  |
|                                | Peter Perkov Vukotić | …                  |          |  |  |       |  |  |                        |  |  |                      |  |
| Petar Vukotić                  | Peter Perkov Vukotić |                    |          |  |  |       |  |  |                        |  |  |                      |  |
|                                |                      | Stana Milić        | …        |  |  |       |  |  |                        |  |  |                      |  |
|                                |                      | Stana Milić        | …        |  |  |       |  |  |                        |  |  |                      |  |
|                                |                      | Stana Milić        | …        |  |  |       |  |  |                        |  |  |                      |  |
| Milena Vukotić                 |                      | Stana Milić        |          |  |  |       |  |  |                        |  |  |                      |  |
|                                |                      | Tadija Vervodić    | …        |  |  |       |  |  |                        |  |  |                      |  |
|                                |                      | Tadija Vervodić    | …        |  |  |       |  |  |                        |  |  |                      |  |
|                                |                      | Tadija Vervodić    | …        |  |  |       |  |  |                        |  |  |                      |  |
| Elena Vervodić                 |                      | Tadija Vervodić    |          |  |  |       |  |  |                        |  |  |                      |  |
|                                |                      | Milica Pavičević   | …        |  |  |       |  |  |                        |  |  |                      |  |
|                                |                      | Milica Pavičević   | …        |  |  |       |  |  |                        |  |  |                      |  |
|                                |                      | Milica Pavičević   | …        |  |  |       |  |  |                        |  |  |                      |  |
|                                |                      | Milica Pavičević   |          |  |  |       |  |  |                        |  |  |                      |  |